# ルーカス・グローバー
ルーカス・グローバー（Lucas Glover、1979年11月12日 - ）は、アメリカ・サウスカロライナ州グリーンビル出身の男子プロゴルファー。2009年の全米オープンゴルフ優勝者である。2005年10月の「ウォルト・ディズニー・ワールド・リゾート・クラシック」でPGAツアー初優勝を挙げた後、4年ぶりのツアー2勝目をメジャー大会の全米オープンで獲得した。身長188cm、体重88kg。最近の日本語メディアでは「ルーカス・グラバー」の表記も増えている。

## 人物
グローバーは祖父の勧めによりゴルフを始め、サウスカロライナ州にあるクレムゾン大学の学生ゴルフ選手として活動した後、2001年からプロゴルファーになった。2002年6月、彼はニューヨークにある「ベスページ・ステート・パーク」内にある「ブラック・コース」（略して「ベスページ・ブラック」と呼ばれるゴルフコース、パー70）に予選会から出場し、この時は予選落ちに終わった。この年からPGAツアーの下部に位置する「ネーションワイド・ツアー」を回り始め、2003年にネーションワイド・ツアーの賞金ランキング17位に入ったことにより、2004年に初めてPGAツアーのメンバーとなる。しかし、2004年のPGAツアー賞金ランキングで134位にとどまり、次年度のシード権を確保できる125位以内に入れなかったことから、年末の「クオリファイイング・トーナメント」（シード権確保のための資格試験）を受験したこともあった。2005年10月、グローバーは「ウォルト・ディズニー・ワールド・リゾート・クラシック」でツアー初優勝を果たす。この優勝で賞金ランキング28位に食い込んだ彼は、年間賞金ランキング30位以内の選手のみが出場できるツアー最終戦「PGAツアー選手権」にも初めて出場資格を得た。
2006年以後のグローバーはPGAツアーで安定した実力を発揮できるようになったが、優勝にはなかなか手が届かなかった。2007年には「プレジデンツカップ」のアメリカ代表に初選出され、チーム戦に初出場する。2009年の全米オープンで、グローバーは予選会から出場した。会場は7年前の初挑戦と全く同じ「ベスページ・ブラック」のコースだった。この大会は初日から雨天による中断と日程順延の連続で、最終ラウンドの終了が月曜日までもつれこんだ。グローバーは第2ラウンドを64（6アンダー）で回り、ここで一気に主導権を握る。最終日はなかなかバーディーを奪えずに苦しんだが、彼の最終スコアは 4 アンダーパー（-4, 69＋64＋70＋73＝276）となり、2位タイの3人（フィル・ミケルソン、デビッド・デュバル、リッキー・バーンズ）に2打差をつけて優勝した。こうして、ルーカス・グローバーは4年ぶりのツアー2勝目をメジャー大会の全米オープンで決めた。その後、彼は同年8月の全米プロゴルフ選手権で単独5位に入賞し、10月のプレジデンツカップでも2回連続2度目のアメリカ代表選手を務めた。

## ツアー優勝歴

### PGAツアー
- 2005年：フナイ・クラシック・アット・ウォルト・ディズニー・ワールド・リゾート
- 2009年：全米オープン
- 2011年：ウェルズ・ファーゴ選手権
- 2021年：ジョンディア・クラシック
- 2023年：ウィンダム選手権
- 2023年：フェデックス・セントジュード選手権

### その他
- 2009年：PGAグランドスラム・オブ・ゴルフ